# Gardendale (Alabama)
Gardendale é uma cidade localizada no estado americano do Alabama, no Condado de Jefferson.

## Demografia
Segundo o censo americano de 2000, a sua população era de 11.626 habitantes.
Em 2006, foi estimada uma população de 13.042, um aumento de 1416 (12.2%).

## Geografia
De acordo com o United States Census Bureau tem uma área de 46,5 km², sem área coberta por água. Gardendale localiza-se a aproximadamente 207 m acima do nível do mar.

## Localidades na vizinhança
O diagrama seguinte representa as localidades num raio de 16 km ao redor de Gardendale.